# Hecht (Familienname)
Hecht ist ein deutscher sowie jüdischer Familienname.

## Herkunft und Verbreitung
Der Name ist im deutschsprachigen Raum verbreitet und über Hausschilder aus dem Mittelhochdeutschen hechet, hecht überliefert, bzw. althochdeutsch hehhit, oder westgermanisch hakida. Der Familienname ist auch unter der jüdischen Bevölkerung in Nordamerika verbreitet. Yiddish (hebräisch העכט der hekht) bedeutet Speer, Arm. In Israel ist der Name durch die nach Chic Hecht benannte Hecht-Synagoge in Jerusalem bekannt.

## Namensträger

### A
- Abraham Hecht (1922–2013), US-amerikanischer Rabbiner
- Albert S. Hecht (1874–1966), US-amerikanischer Architekt
- Alexander Hecht (* 1974), österreichischer Historiker
- Alfred Hecht (1907–1991), britischer Unternehmer (Bilderrahmung) und Kunstsammler
- Andreas Hecht (* 1990), deutscher Musikproduzent und Songwriter
- Anthony Hecht (1923–2004), US-amerikanischer Lyriker
- Anton Hecht (1786–1837), Schweizer Maler
- Arno Hecht (Mediziner) (1932–2014), deutscher Pathologe
- Arno Hecht (Musiker), US-amerikanischer Saxophonist
- Arnold Hecht († 1411), Bürgermeister der Rechtstadt Danzig von 1407 bis 1411
- August Hecht (1863–1943), deutscher Lederfabrikant, Sammler und Heimatforscher
- Axel Hecht (1944–2013), deutscher Kunstjournalist

### B
- Béatrice Hecht-El Minshawi (* 1947), deutsche Expertin für Interkulturelles Leben
- Ben Hecht (1894–1964), US-amerikanischer Drehbuchautor und Schriftsteller
- Bert Hecht (* 1968), deutscher Physiker und Hochschullehrer
- Brigitte Hecht (* 1929), deutsche Schauspielerin
- Burkhard Hecht (1941–2020), deutscher Erziehungswissenschaftler, Didaktiker und Hochschullehrer für Berufspädagogik

### C
- Carl Ferdinand Hecht (1785–1845), deutscher evangelischer Pfarrer, Theologe und Hymnologe
- Carolin Hecht (* 1964), deutsche Drehbuchautorin und Schriftstellerin
- Charlotte Hecht-Buchholz (* 1934), deutsche Agrar- und Pflanzenbauwissenschaftlerin
- Chic Hecht (1928–2006), US-amerikanischer Politiker, Senator und Botschafter
- Christian Hecht (Kunsthistoriker) (* 1965), deutscher Kunsthistoriker
- Christian Hecht (Politiker) (* 1971), deutscher Politiker (AfD)
- Christian Heinrich Hecht (1735–1801), deutscher evangelisch-lutherischer Pfarrer und Chronist
- Cornelia Hecht (* 1968), deutsche Historikerin

### D
- Daniel Friedrich Hecht (1777–1833), deutscher Mathematiker und Markscheider
- Dirk Hecht (* 1968), deutscher Archäologe und Archivar
- Duvall Hecht (1930–2022), US-amerikanischer Ruderer

### E
- Edgar Hecht (Kunsthändler) (1895–1945), deutscher Kunsthändler
- Edgar Hecht (1904–1956), deutsch-israelischer Architekt, siehe Edgar Hed
- Eduard Hecht (Edward H.; 1832–1887), britischer Pianist, Dirigent und Komponist deutscher Herkunft (seit 1854 tätig in Manchester)
- Else Hecht (1888–1975), deutsche Puppenspielerin
- Emanuel Hecht (1821–1862), bayerischer Lehrer und Schulbuchautor
- Emil Hecht (Architekt) (1840–1910), deutscher Architekt
- Emil Hecht (Schauspieler) (1857–1916), deutscher Schauspieler und Regisseur
- Erik-Uwe Hecht (* 1969), deutscher Sänger und Musiker, siehe Eric Fish
- Ernest Hecht (1929–2018), britischer Verleger und Philanthrop tschechischer Herkunft
- Ernst Hecht (Fußballspieler) (1908–??), deutscher Fußballspieler
- Ernst Georg Julius Hecht (1775–1840), deutscher Jurist
- Ernst Peter Hecht (1652–1731), deutscher Münzmeister
- Erwin Hecht OMI (1933–2016), Oblate der makellosen Jungfrau Maria und Bischof von Kimberley in Südafrika
- Eugene Hecht (* 1931), US-amerikanischer Physiker
- Evelyn Hecht-Galinski (* 1949), deutsche Publizistin

### F
- Felix Hecht (Wirtschaftswissenschaftler) (1847–1909), deutscher Wirtschaftswissenschaftler, Bankier und Kulturmäzen
- Felix Hecht (Jurist) (1883–1944), deutscher Jurist und Antiquitäten-/Kunsthändler, NS-Opfer
- Franz Hecht (Maler) (Franz Emanuel Hecht; 1877–nach 1964?), deutscher Maler und Sänger
- Franz E. Hecht (1909–um 2000), deutscher Geologe und Hochschullehrer
- Franz Xaver Hecht (1885–1953), deutscher katholischer Ordensgeistlicher (SAC) und Kirchenrechtler
- Florian Hecht (* 1993), deutscher Volleyballspieler
- Friedrich Hecht (Bildhauer) (1865–1915), deutscher Bildhauer und Kunstmaler
- Friedrich Hecht (Chemiker) (1903–1980), österreichischer Chemiker und Schriftsteller
- Friedrich Hecht (Politiker) (1918–2019), deutscher Politiker (SED)
- Fritz Hecht (1881–1969), deutscher Fabrikant

### G
- Georg Hecht (Senior) († 1496), genannt Csukás, Bürgermeister von Hermannstadt und königlicher Kammergraf
- Georg Hecht (Junior) (1514–1580), Enkel von Csukás, Bürgermeister von Hermannstadt
- Georg Hecht (Pädagoge) (1872–1951), deutscher Gymnasiallehrer und Ortsnamenforscher
- Georg Hecht (Literaturkritiker) (1885–1915), deutscher Arzt, Zionist, Literaturkritiker, Übersetzer und Lyriker
- Georg Hecht (Fußballspieler) (* 1924), deutscher Fußballspieler
- Gerhard Hecht (Mediziner) (1900–1981), deutscher Pharmakologe und Toxikologe
- Gerhard Hecht (Boxer) (1923–2005), deutscher Boxer
- Gerhard Hecht (Politiker) (1934–2009), deutscher Politiker (SPD)
- Gerhard Hecht (Spieleautor) (* 1966), deutscher Spieleautor
- Gina Hecht (* 1953), US-amerikanische Schauspielerin
- Gottfried Konrad Hecht (1771–1837), deutscher Beamter und Botaniker
- Günter Hecht (1935–2013), deutscher Geologe
- Günther Hecht (Zoologe) (1902–nach 1944), deutscher Zoologe, Referent im Rassenpolitischen Amt der NSDAP und Verfasser nationalsozialistischer Traktate
- Günther Hecht (Physiker) (1937–2020), deutscher Physiker und Hochschullehrer
- Günther Hecht (Unternehmer) (1946–2017), deutscher Unternehmer und Firmengründer
- Guntram Hecht (1923–2018), deutscher Musiklehrer, Organist und Komponist
- Gustav Hecht (Komponist) (1851–1932), deutscher Komponist
- Gustav Hecht (Oberamtmann) (1872–1959), deutscher Verwaltungsbeamter
- Gusti Hecht (1903–1950), deutsche Architektin und Journalistin

### H
- Hans Hecht (Sprachwissenschaftler) (1876–1946), deutscher Sprachwissenschaftler (Anglist)
- Hans-Joachim Hecht (* 1939), deutscher Schachgroßmeister
- Harold Hecht (1907–1985), US-amerikanischer Filmproduzent
- Hartmut Hecht (* 1949), deutscher Physiker, Philosoph, Leibnitz-Editor
- Heiko Hecht (* 1977), deutscher Landespolitiker (Hamburg) (CDU)
- Heinrich Hecht (Mühlenbauer), deutscher Mühlenbaumeister und Erfinder
- Heinrich Hecht (Politiker) (1866–1935), deutscher Politiker (DNVP)
- Heinrich Hecht (Physiker) (Karl Heinrich Hecht; 1880–1961), deutscher Physiker
- Heinrich Hecht (Fotograf) (* 1955), deutscher Fotograf
- Helene Hecht (1854–1940), deutsche Mäzenin und NS-Opfer
- Herbert Huber-Hecht (* 1964), österreichischer Maler und Zeichner
- Hermann Hecht (1877–1969), deutscher Schifffahrtsunternehmer
- Hugo Hecht (1883–1970), US-amerikanischer Dermatologe und Hochschullehrer tschechischer Herkunft

### I
- Ilse Hecht (1907–1988), deutsche Anglistin und Übersetzerin
- Inge Hecht (1949–2019), deutsche Politikerin (SPD)
- Ingeborg Hecht (1921–2011), deutsche Schriftstellerin
- Irene Hecht-Cserhalmi (1871–1908), ungarische Schriftstellerin

### J
- Jacob Hecht (1879–1963), deutsch-schweizerischer Schifffahrtsunternehmer
- Janina Hecht (* 1983), deutsche Autorin
- Jennifer Michael Hecht (* 1965), US-amerikanische Philosophie-Historikerin, Hochschullehrerin und Schriftstellerin
- Jens-Peter Hecht (* 1946), deutscher Sportjournalist
- Jessica Hecht (* 1965), US-amerikanische Schauspielerin
- Jessica Gienow-Hecht (* 1964), deutsche Historikerin
- Jochen Hecht (* 1977), deutscher Eishockeyspieler
- Johann Baptist Hecht (1876–1956), deutscher katholischer Geistlicher und Domvikar
- Johann Julius von Hecht (1721–1792), preußischer Geheimrat und Minister am Niedersächsischen Reichskreis
- Johann Julius Albrecht Hecht (1731–1804), preußischer Beamter
- John Rudolf Hecht (1911–1988), österreichischer Honorarkonsul in Kanada, Immobilienunternehmer und Gründer der "The 1945 Foundation" Wohltätigkeitsorganisation (seit 1993: Lotte and John Hecht Memorial Foundation)
- Josef Hecht (1882–1956), deutscher Lehrer und Denkmalpfleger
- Joseph Hecht (1891–1951), polnischer Maler und Grafiker
- Julius Hecht (1879–1945), österreichischer Architekt
- Jürgen Hecht (* 1969), deutscher Ruderer

### K
- Karl Hecht (Physiker) (1903–1994), deutscher Physiker und Physikdidaktiker
- Karl Hecht (Mediziner) (1924–2022), deutscher Physiologe
- Karl Heinrich Hecht (1880–1961), deutscher Physiker und Physikdidaktiker, siehe Heinrich Hecht (Physiker)
- Karlheinz Hecht (* 1928), deutscher Anglist und Hochschullehrer für Didaktik der englischen Sprache und Literatur
- Konrad Hecht (1918–1980), deutscher Architekt

### L
- Ladislav Hecht (1909–2004), slowakischer, später US-amerikanischer Tennisspieler
- Lotte Irene Hecht geb. Loew (1919–1983), deutsch-kanadische Unternehmerin und Gründerin der "The 1945 Foundation"-Wohltätigkeitsorganisation
- Ludwig Hecht (1866–1943), deutscher Arzt
- Ludwig Heinrich Friedrich von Hecht (1774–1854), preußischer, später bayrischer Beamter

### M
- Markus Hecht (* 1957), deutscher Eisenbahningenieur
- Martin Hecht (Moderator) (* 1946), deutscher Radiomoderator
- Martin Hecht (Autor) (* 1964), deutscher Autor und Journalist
- Martin Hecht (Kanzler) (* 1966), deutscher Wirtschaftsingenieur und Universitätskanzler
- Mathias Hecht (* 1980), schweizerischer Triathlet
- Max Hecht (Philologe) (1857–nach 1902), deutscher Klassischer Philologe und Psycholinguist
- Max Knobler Hecht (1925–2002), US-amerikanischer Paläontologe, Evolutionsbiologe und Hochschullehrer
- Michael Hecht (Fußballspieler) (* 1965), deutscher Fußballspieler
- Michael Hecht (Historiker) (* 1977), deutscher Historiker und Hochschullehrer

### O
- Otto Hecht (1900–1973), deutscher Entomologe

### P
- Paul Hecht (Mediziner) (Paul Ludwig Hecht; 1894–1978), deutscher Internist
- Paul Hecht (Schriftsteller) (1927–1996), US-amerikanischer Musikwissenschaftler und Schriftsteller
- Paul Hecht (Schauspieler) (* 1941), britisch-kanadischer Schauspieler
- Peter Hecht (Geistlicher) (1582–1661), deutscher Pfarrer
- Peter Hecht (Kunsthistoriker) (Peter Alexander Hecht; * 1951), niederländischer Kunsthistoriker und Hochschullehrer
- Peter Hecht (Künstler) (* 1961), deutscher Maler, Bildhauer und Musiker
- Pitti Hecht (* 1965), deutscher Musiker

### R
- Raymond Hecht (* 1968), deutscher Leichtathlet
- René Hecht (* 1961), deutscher Volleyballspieler
- Reuben Hecht (1909–1993), israelisch-schweizerischer Unternehmer und politischer Berater
- Richard Hecht (1925–1999), deutscher Politiker Freie Wähler
- Richard Hecht (* 1974), israelischer Oberstleutnant und Sprecher der Israelischen Verteidigungsstreitkräfte
- Robert Hecht (1881–1938), österreichischer Jurist und Spitzenbeamter
- Robert E. Hecht (1919–2012), US-amerikanischer Antikenhändler
- Rudolf Hecht (1886–nach 1968), deutscher Jurist und Richter

### S
- Samuel Hecht (1830–1907), Gründer der US-amerikanischen Warenhauskette Hecht’s
- Sebastian Hecht (* 1978), deutscher politischer Beamter
- Stefan Hecht (* 1974), deutscher Chemiker

### T
- Theodor Hecht (Drucker) (1650–1720), deutscher Drucker
- Theodor Hecht (Architekt) (1850–1917), deutscher Architekt
- Thomas Hecht (* 1960), US-amerikanischer Pianist, Komponist und Professor
- Torsten Hecht (1903–1974), deutscher Bühnenaustatter

### V
- Victor Hecht (1847–1904), Alpinist
- Viktoria Hecht (1840–1890), deutsche Dulderin und Stigmatisierte

### W
- Walter Hecht (Politiker) (1818–1874), deutscher Gutsbesitzer und Mitglied der kurhessischen Ständeversammlung
- Walter Hecht (1896–1960), österreichischer Botaniker
- Werner Hecht (1926–2017), deutscher Literatur- und Theaterwissenschaftler
- Wilhelm Hecht (1843–1920), deutscher Holzschneider und Radierer
- Winfried Hecht (1941–2024), deutscher Historiker
- Wolfgang Hecht (1928–1984), deutscher Germanist und Kunsthistoriker

### X
- Xaver Hecht (1757–1835), Schweizer Maler

### Y
- Yaacov Hecht (* 1958), israelischer Pädagoge